# Corydalis wendelboi
Corydalis wendelboi är en vallmoväxtart. Corydalis wendelboi ingår i släktet nunneörter, och familjen vallmoväxter.

## Underarter
Arten delas in i följande underarter:
- C. w. congesta
- C. w. wendelboi